# Aleksej Frosin
Aleksej Michajlovič Frosin (in russo Алексей Михайлович Фросин?; Mosca, 14 febbraio 1978) è uno schermidore russo, vincitore di una medaglia d'oro nella scherma ai Giochi olimpici.

## Palmarès
In carriera ha conseguito i seguenti risultati:
- Giochi olimpici:

Sydney 2000: oro nella sciabola a squadre.
- Mondiali di scherma

Seoul 1999: argento nella sciabola a squadre.
Nimes 2001: argento nella sciabola a squadre.
Lisbona 2002: argento nella sciabola a squadre.
Lipsia 2005: oro nella sciabola a squadre.
Torino 2006: bronzo nella sciabola individuale e a squadre.
- Europei di scherma

Danzica 1997: oro nella sciabola individuale .
Funchal 2000: oro nella sciabola a squadre e argento individuale.
Coblenza 2001: oro nella sciabola a squadre.
Mosca 2002: oro nella sciabola a squadre.
Bourges 2003: oro nella sciabola a squadre.
Smirne 2006: bronzo nella sciabola a squadre.
Kiev 2008: oro nella sciabola a squadre.